# 카시빌레 휴전
카시빌레 휴전(이탈리아어: Armistizio di Cassibile)은 제2차 세계 대전 도중 1943년 9월 3일 이탈리아, 미국, 영국 간에 체결된 휴전 협정으로, 협정이 체결된 지 단 5일 만에 발효되었다.
이 휴전 협정에는 협정 체결 당시 연합군이 얼마 전에 점령한 시칠리아 카시빌레의 연합군 캠프에서 열린 양측 장군 회의에서 연합군 소장 월터 베델 스미스와 이탈리아 준장 주세페 카스텔라노가 서명했다. 휴전 협정은 이탈리아 국왕 비토리오 에마누엘레 3세와 당시 이탈리아 총리였던 원수 바돌리오에 의해 승인되었다.
독일은 이탈리아 본토(9월 8~19일), 프랑스 남부, 발칸반도에서 이탈리아군을 공격하고 베니토 무솔리니를 구출하는 방식으로 대응했다(9월 12일). 이탈리아군은 국토 북부와 중부 지역에서 패배했고, 이탈리아 대부분은 독일군이 점령했으며, 독일군은 여전히 무솔리니가 이끄는 이탈리아 사회공화국이라는 괴뢰국을 세웠다. 국왕과 이탈리아 정부, 대부분의 해군은 연합군의 보호를 받으며 이탈리아 남부로 도망쳤다. 독일이 점령한 이탈리아에서 이탈리아 저항 운동이 등장했다.

## 배경
1943년 5월 13일 북아프리카에서 추축국이 철수한 이후 연합군은 5월 16일 로마를 폭격하고 7월 10일 시칠리아를 침공하여 이탈리아 본토 상륙을 준비했다.
1943년 봄, 전쟁 중 이탈리아 군대의 비참한 상황에 사로잡힌 이탈리아 독재자 베니토 무솔리니는 파시스트 정권보다 비토리오 에마누엘레 3세 국왕에게 더 충성스럽다고 생각되는 여러 인물을 정부에서 제거했다.
무솔리니를 해임하기 위한 계획을 실시하기 위해 국왕은 젊은 시절에 국가 파시스트당의 지도자로서 무솔리니를 대신할 수 있는 유일한 대안으로 여겨졌던 파시스트 당원이었던 모르다노 1대 백작 디노 그란디에게 도움을 요청했는데, 이는 디노 그란디가 파시즘에 대한 생각이 바뀌었을지도 모르는 가장 유력한 인물이었기 때문이다. 피에트로 바돌리오 자신을 포함한 다양한 인물들은 무솔리니의 뒤를 이어 독재자가 될 막연한 가능성을 제안했다.
이후 비밀 반군에는 파시스트 사무국의 또 다른 고위 구성원이자 문화부 장관인 주세페 보타이와 파시스트 당에서 두 번째로 강력한 인물이자 무솔리니의 사위인 코르텔라조와 부카리의 2대 백작 갈레아초 치아노가 참여하게 되었다. 반군 세력은 파시즘 대평의회에서 다음 회의를 위한 "오늘의 명령"을 고안했는데, 여기에는 국왕에게 정치에 대한 직접적인 통제권을 회복하려는 노력이 포함되어 있었다. 1943년 7월 25일 열린 대평의회 이후, 다수결로 "오늘의 명령"이 채택되었고 무솔리니는 국왕을 만나기 위해 갔었던 자리에서 즉시 해임되었다. 대평의회에서 떠나자마자 무솔리니는 카라비니에리에 의해 체포되어 폰차섬으로 유배되었다. 피에트로 바돌리오는 각료의회 의장이 되었지만, 디노 그란디는 개인적, 직업적 자질을 갖춘 또 다른 장군 엔리코 카빌리아가 그 자리를 차지할 수도 있을 것이라는 말을 들었다.
바돌리오의 임명은 이탈리아와 독일과의 관계는 크게 바뀌지 않았으나, 여러 이탈리아 외교관들은 연합국과의 평화 조약을 모색했다. 이에 아돌프 히틀러는 시칠리아와 이탈리아 남부의 연합군 상륙을 막기 위한다는 명목으로 알프스 남쪽의 이탈리아에 군대를 파겼했지만, 실제로는 이탈리아를 통제하기 위한 것이었다.

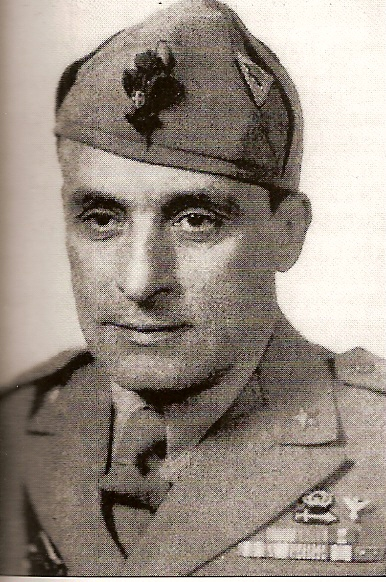
주세페 카스텔라노 장군의 모습.

주세페 카스텔라노 장군을 포함한 3명의 이탈리아군 장교가 연합국 외교관들과 별도로 접촉하기 위해 리스본으로 파견되었다. 그러나 외교 절차를 진행하기 위해 연합국은 리스본에 파견된 3명의 장교 중 누가 가장 권위 있는 사절인지를 결정해야 했고, 세 장군은 누가 가장 높은 권위를 가지고 있는지를 놓고 다투기 시작했다. 결국 여러 다툼 이후, 주세페 카스텔라노 장군은 이탈리아 항복 조건을 협상하기 위해 연합군과 대화할 수 있는 자격을 얻었다. 연합국의 대표에는 포르투갈 주재 영국 대사 로널드 휴 캠벨 경과 드와이트 D. 아이젠하워가 파견한 미국 참모총장 월터 베델 스미스와 영국인 참모보좌관 케네스 스트롱이 있었다.
8월 27일 카스텔라노 장군은 이탈리아로 돌아왔고, 3일 후 바돌리오에게 바티칸 주재 영국 대사가 제안한 시칠리아에서 회의를 개최하자는 연합국의 요청에 대해 발표했다.
연합국과 이탈리아 정부 사이의 의사소통을 원활하게 하기 위해 포로로 잡힌 특별작전관리부(SOE)의 요원 딕 말라비(Dick Mallaby)가 베로나의 감옥에서 풀려나 퀴리날레궁으로 비밀스럽게 이동했다. 독일군이 이탈리아의 항복 제안을 알지 못하는 것이 매우 중요했으며, 특별작전관리부 요원을 활용하는 것은 가장 안전한 방법 중 하나였다.

## 조건
바돌리오는 여전히 항복의 대가로 유리한 조건을 얻는 것이 가능하다고 생각했으며, 그는 카스텔라노에게 이탈리아의 항복은 연합국이 이탈리아 본토에 상륙하는 것을 조건으로 해야 한다고 주장하라고 명령했다. 당시 연합국은 시칠리아와 일부 작은 섬들만 점령하고 있었다.
8월 31일 카스텔라노 여단장은 비행기를 타고 시칠리아의 테르미니 이메레세(Termini Imerese)에 도착하여 시라쿠사 근처 마을인 카시빌레로 이동했다. 협상에 참여한 양측이 어느 정도 먼 입장을 취했다는 것이 곧 명백해졌다. 카스텔라노는 서명 후 이탈리아에 대한 독일 국방군의 불가피한 대응으로부터 이탈리아 영토를 방어할 것을 요구했으며, 그는 로마 상공에 낙하산 부대를 파견하는 것을 포함하여 모호한 약속만을 받았다. 더욱이, 조치는 이탈리아인들이 원했던 대로 서명 이전이 아닌 서명과 동시에 수행되어야만 했다.
다음날 카스텔라노는 바돌리오와 그의 수행원과 만났다. 이탈리아 외무부 장관 라파엘레 구아릴리아(Raffaele Guariglia)는 연합군의 조건이 받아들여질 것이라고 선언했으나, 자코모 카르보니(Giacomo Carboni)와 같은 다른 장군들은 연료와 탄약 부족으로 인해 로마 주변에 배치된 군단이 도시를 보호하기에 충분하지 않으며 휴전을 연기해야 한다고 주장했다. 그러나 바돌리오는 회의에서 자신의 의견을 밝히지 않았으며, 오후에는 국왕 앞에 나타나 휴전 조건을 받아들이기로 결정했다.

## 서명

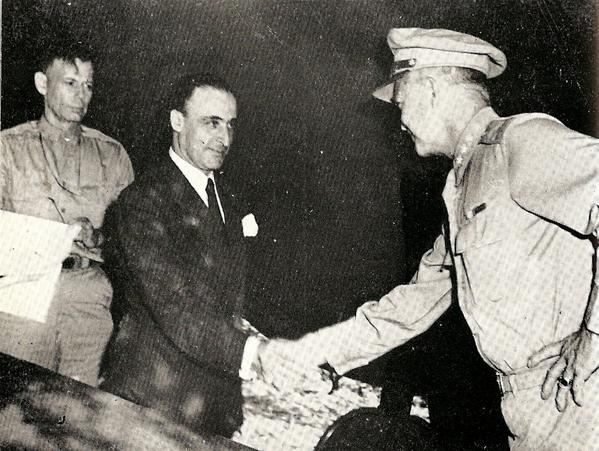
1943년 9월 3일 카시빌레에서 계약을 체결한 후 월터 베델 스미스가 지켜보는 가운데 민간인 복장을 한 주세페 카스텔라노가 드와이트 D. 아이젠하워와 악수하고 있다.

확인 전보가 연합국에 전송되었지만, 이 메시지는 이탈리아가 별도의 휴전을 모색하고 있다고 의심하기 시작한 독일군인 국방군에 의해 차단되었다. 독일군은 독일 동맹국에 대한 이탈리아의 확고한 충성을 반복적으로 확인한 바돌리오와 지속적으로 접촉했다. 독일군은 그의 충성을 의심했고, 독일군은 이탈리아 정부가 연합군에 충성을 전환하자마자 이탈리아를 장악하기 위한 효과적인 계획인 악세 작전을 계획하기 시작했다.
9월 2일 카스텔라노는 연합국의 조건의 수락을 확인하라는 명령을 받고 다시 카시빌레로 출발했다. 그는 이탈리아 정부의 수장인 바돌리오로부터 서면 승인을 받지 않았는데, 그는 다가오는 조국의 패배로부터 가능한 한 자신과의 연관을 없애기를 원했다.
조인식은 9월 3일 14시에 시작되었다. 카스텔라노와 베델 스미스는 각각 바돌리오와 아이젠하워 장군을 대신하여 승인된 문서에 서명했으며, 500대의 비행기에 의한 로마 폭격 임무는 마지막 순간에 중단되었고 아이젠하워는 휴전 절차를 가속화하도록 유도했다. 영국 정부의 연합군 대표 장관인 해럴드 맥밀런은 윈스턴 처칠에게 휴전 협정이 "어떤 종류의 수정 없이" 서명되었다고 알렸다.

## 여파
서명이 이루어진 후에야 카스텔라노는 캠벨 장군이 8월 31일부터 카시빌레에 있었던 다른 이탈리아 장군 자누시에게 제시한 추가 조항을 통보 받았다. 자누시는 현재 밝혀지지 않은 이유로 카스텔라노에게 이에 대해 알리지 않았지만, 그럼에도 불구하고 베델 스미스는 이탈리아가 연합군과 함께 전쟁에서 전투 역할을 맡지 않은 경우에만 다른 조건이 적용되었을 것이라고 카스텔라노에게 설명했다.
같은 날 오후, 바돌리오는 레지아 마레나(왕립 해군)와 레지아 에어로노티카(왕립 공군)의 고위 사령관, 전쟁 장관 및 국왕 대표자들과 브리핑을 가졌다. 그러나 그는 휴전 협정 서명에 대한 언급은 생략하고 현재 진행 중인 협상에 대해서만 언급했다.
휴전 협정이 발효된 날은 이탈리아 중부 상륙 계획과 연관되어 있었고 연합국의 재량에 맡겨졌다. 카스텔라노는 날짜가 9월 12일로 예정되어 있다는 것을 여전히 알고 있었고 바돌리오는 군대를 로마로 이동하기 시작했다.
9월 7일, 소규모 연합국 대표단이 로마에 도착하여 바돌리오에게 다음 날이 휴전일일 것이라고 알렸다. 그는 또한 미국 제82공수사단이 도시 주변 공항에 도착할 예정이라는 소식도 받았다. 바돌리오는 대표단에게 이탈리아의 군대가 상륙을 지원할 준비가 되어 있지 않으며 해당 지역의 대부분의 공항이 독일의 통제하에 있다고 말했으며, 그는 휴전 협정며칠 연기해 달라고 요청했다. 아이젠하워 장군이 이 사실을 알게 되자 미군의 로마 상륙은 취소됐지만, 다른 부대는 이미 이탈리아 남부 상륙을 위해 해상으로 이동 중이었기 때문에 휴전일은 유지되었다.
9월 8일 오후 연합군 라디오를 통해 휴전 협정이 발표되자 독일군은 즉시 악세 작전을 실행하여 이탈리아군을 공격했다. 대부분의 레지오 에세르시토(왕립 육군)는 휴전 협정에 대해 통보받지 못했고 독일군에 맞서 취해야 할 행동 방침에 대한 명확한 명령도 받지 못했으며, 로마를 방어해야 했던 일부 이탈리아 사단은 아직 프랑스 남부에서 이동 중이었다. 국왕은 왕실, 바돌리오와 함께 9일 이른 아침 로마를 떠나 이탈리아 남부 브린디시로 피신했다. 그들의 초기 의도는 왕과 총리와 함께 군대 사령부를 남부 이탈리아로 옮기는 것이었지만 브린디시에 도달한 참모 장교는 거의 없었다. 그러는 동안 이탈리아군은 아무런 지시도 없이 무너졌고 곧 압도당으며, 일부 소규모 부대는 독일 동맹국에 충성하기로 결정했다. 9월 8일부터 12일까지 독일군은 조직적인 저항 없이 사르데냐와 풀리아 일부를 제외하고 아직 연합군이 통제하지 않는 이탈리아 영토 전체를 점령했다. 로마에서는 이탈리아 총독이 이탈리아 보병 사단의 지원을 받아 명목상 9월 23일까지 도시를 통치했지만 실제로는 9월 11일부터 독일의 지배를 받았다.
9월 3일, 영국군과 캐나다군은 배이타운 작전 중 메시나 해협을 건너 칼라브리아 최남단에 상륙하기 시작했고, 휴전 협정이 발표된 다음 날인 9월 9일, 연합군은 살레르노와 타란토에 상륙했다.
연합국은 이탈리아의 휴전 협정을 최대한 활용하지 못했고 독일군에 의해 재빨리 저지당했다. 방어에 유리한 지형에서 연합군은 이탈리아 북부 국경에 도달하는 데 거의 20개월이 걸렸다.
이탈리아 외곽, 점령된 발칸반도와 그리스 섬에 주둔한 일부 이탈리아군은 휴전 후 몇 주 동안 버텼다. 그러나 연합군의 확고한 지원 없이 1943년 9월 말까지 모두 독일군에 압도되었으며, 케팔로니아섬에서 이탈리아 아퀴 사단은 독일군에 저항한 후 학살당했다. 독일군이 코스섬을 점령한 후 1943년 10월 초에 총살된 제50보병사단 레지나 소속 이탈리아 장교 103명에게도 비슷한 운명이 기다리고 있었다. 영국군이 지원한 레로스섬과 사모스섬에서만 저항은 1943년 11월까지 지속되었고, 코르시카에서만 유일하게 이탈리아군이 독일군을 몰아냈다.
다른 경우에는 대부분 소규모인 개별 이탈리아 부대가 추축국에 충성을 유지했으며, 많은 부대가 독일의 괴뢰국 이탈리아 사회공화국의 군대의 핵심을 형성했다.
1943년 9월 휴전 이후 루마니아는 유럽에서 두 번째로 큰 추축국 회원국이 되어 있었다.

## 이탈리아 왕국 해군
레지오 에세르시토(왕립 육군)와 레지아 에어로노티카(왕립 공군)는 모두 9월 8일 휴전이 선언되면서 사실상 해체되었다. 연합군은 전함 1943년 7월까지 리토리오로 알려진 이탈리아급 전함, 로마급 전함, 비토리아 베네토급 전함 등을 포함해 총 206척의 군함을 보유한 레지아 마레나(왕립 해군)를 탐냈다. 해군 중 일부가 전투를 벌이거나 침몰당하거나 연합국에게 가장 우려스러웠던 것인 독일의 손에 넘어갈 위험이 있었다. 따라서 휴전은 주로 라스페치아와 제노바를 뜻하는 이탈리아 서해안에 있는 이탈리아 전함이 북아프리카로 이동하고 코르시카와 사르데냐 통과하며 이탈리아 동쪽의 풀리아주 타란토에 있는 전함이 몰타로 항해할 것을 요구했다.
9월 9일 02시 30분, 로마급, 비토리아 베네토급, 리토리오급 전함 3척은 "경순양함 3척과 구축함 8척의 호위를 받으며 라스페치아에서 출발했다. 전함을 붙잡기 마을로 돌진했던 독일군이 전함들을 놓치고 격분한 이후, "그들은 항해할 수 없는 선박들을 자침시킨 이탈리아 선장 몇 명을 모아 즉석에서 총살했다." 그날 오후, 독일 폭격기는 사르데냐에서 캐노피 없이 항해하는 선박을 공격하고 유도 폭탄을 발사했다. 여러 척의 선박이 피해를 입었고 로마급 전함은 거의 1,400명의 병력을 잃고 침몰했으며, 나머지 배의 대부분은 "생존자를 구하기 위해 정박 한 구축함 3척과 순양함 1척이 메노르카섬에 정박하는 동안" 북아프리카에 안전하게 도착했다.
해군의 이동은 이탈리아의 다른 지역에서 보다 원활하게 진행되었다. 연합국 해군이 타란토의 대규모 해군 기지로 향했을 때, 그들은 몰타에서 항복하기 위해 타란토 항구를 떠나 항해하는 이탈리아 함대를 지켜보았다.
9월 말 연합군과 이탈리아 사이의 합의에 따라 일부 해군이 계속 임무를 수행할 수 있게 되었다. 그러나 전함은 관리 및 유지 관리로 축소되고 효과적으로 무장 해제되었으며, 이탈리아 상선은 연합군과 동일한 일반 조건에서 운용되어야 했다. 또한 이탈리아 선박은 이탈리아 승무원을 유지하고 이탈리아 국기를 게양해야만 했다.

## 같이 보기
- 일본의 항복문서
- 독일의 항복문서
- 바돌리오 선언문
- 이탈리아와 연합국 사이의 파리 조약

## 참고 문헌
- Aga Rossi, Elena (1993). 《Una nazione allo sbando》 (이탈리아어). Bologna.
- Bianchi, Gianfranco (1963). 《25 luglio, crollo di un regime》 (이탈리아어). Milan.
- Marchesi, Luigi (1969). 《Come siamo arrivati a Brindisi》 (이탈리아어). Milan.